# Рудал (граф Ванна)
Рудал (Родалд) (фр. Rudalt; ум. ок. 912) — граф Ванна с 907, вероятно, старший сын Алена I Великого, короля Бретани.

## Биография
О Рудале известно очень немного. Впервые он упомянут в «Хронике Нанта»: в ней указан акт, датированный 897 годом, в котором в качестве свидетелей подписались «Rodaldi, Guerech, Pascultani, Budici». Поскольку согласно другим документам известно, что двое из упомянутых в акте лиц, Гуэрех и Паскветен, были сыновьями Алена, то предполагается, что и остальные двое также были его сыновьями, причём Рудал, чьё имя названо первым, был самым старшим из сыновей.
В акте, датированном 30 ноября 909 года, упоминается «Rudalt comite post mortem patri sui». Поскольку данный акт имел отношение к графству Ванн, то было сделано предположение, что Рудал был графом Ванна. Вероятно, он унаследовал графство после смерти отца в 907 году. Однако сразу же в Бретани начались междоусобицы между различными графами за верховную власть, в которой участвовали, кроме Рудала, зять Алена Матьедуа, граф Поэра, и граф Корнуая Гурмаелон. Победителем в итоге вышел Гурмаелон, однако объединить страну ему не удалось. 
Рудал умер около 912 года, вероятно, погибнув в одной из битв против норманнов, возобновивших набеги на Бретань.